# Franz Defregger
Franz Defregger (à partir de 1883, chevalier Franz von Defregger), né le 30 avril 1835 dans le Tyrol-Oriental à Ederhof et mort le 2 janvier 1921 à Munich, est un peintre austro-bavarois de l'école de Munich spécialiste de la peinture de genre et de la peinture d'histoire.

## Biographie

### Enfance et formation
Defregger est le fils d'un fermier tyrolien. Il vend la ferme familiale à la mort de son père en 1860 pour que ses deux sœurs puissent émigrer aux États-Unis. Lui-même se rend alors à Innsbruck et prend des leçons de dessin et de sculpture auprès de Michael Stolz (de). Quelques mois plus tard à l'automne 1860, il part pour Munich se présenter à Carl von Piloty, professeur à l'académie des beaux-arts. Il entre dans la classe préparatoire du professeur Hermann Dyck, à l'école royale de dessin de Munich. C'est le 19 juillet 1861 qu'il se présente à l'examen d'entrée de l'académie. Il y étudie ensuite avec le professeur Hermann Anschütz dans la classe de peinture.
Defregger fait un voyage d'étude à Paris en 1863. Il fait des copies dans les musées, notamment des académies de nus, et fréquente les ateliers parisiens.  Il est de retour à Munich le 8 juillet 1865 et se remet au travail. Il est le condisciple de Makart et Max à l'atelier de Piloty entre 1867 et 1870, qui l'initie à la peinture d'histoire. 

### Carrière artistique
Les toiles de Defregger, qui mettent souvent en scène des personnages de scènes paysannes de montagne rencontrent aussitôt un vif succès, ainsi que ses scènes du soulèvement du Tyrol de 1809. Son style influença Albin Egger-Lienz.
Defregger est professeur de peinture d'histoire entre 1878 et 1910 à l'académie de Munich. Il est fait chevalier de l'ordre du mérite civil de la Couronne de Bavière en 1883 et reçoit l'anoblissement à titre personnel de la part du roi de Bavière.
Defregger expose à l'exposition du Centenaire de l'art allemand à Berlin en 1906. Il est alors un peintre célèbre et récipiendaire de plusieurs décorations et médailles. Il a eu notamment pour élèves Josef Moroder-Lusenberg, Hans Perathoner (de), Lovis Corinth, Ludwig Schmid-Reutte, Hugo Endl, et a collaboré avec Rudolf Epp. Il a influencé aussi Mathias Schmid, peintre de scènes tyroliennes.
En 1913, ses recommandation permettent à Stephanie Hollenstein d'obtenir une bourse qui lui permet d'étudier pendant un an en Italie.
Il est enterré au cimetière du Nord à Munich.

## Hommage
Une rue lui a été dédiée en 1922 à Vienne à Meidling.

## Galerie
- Le Dernier carré, 1874, Österreichische Galerie Belvedere, Vienne[3]

Œuvres de Franz Defregger
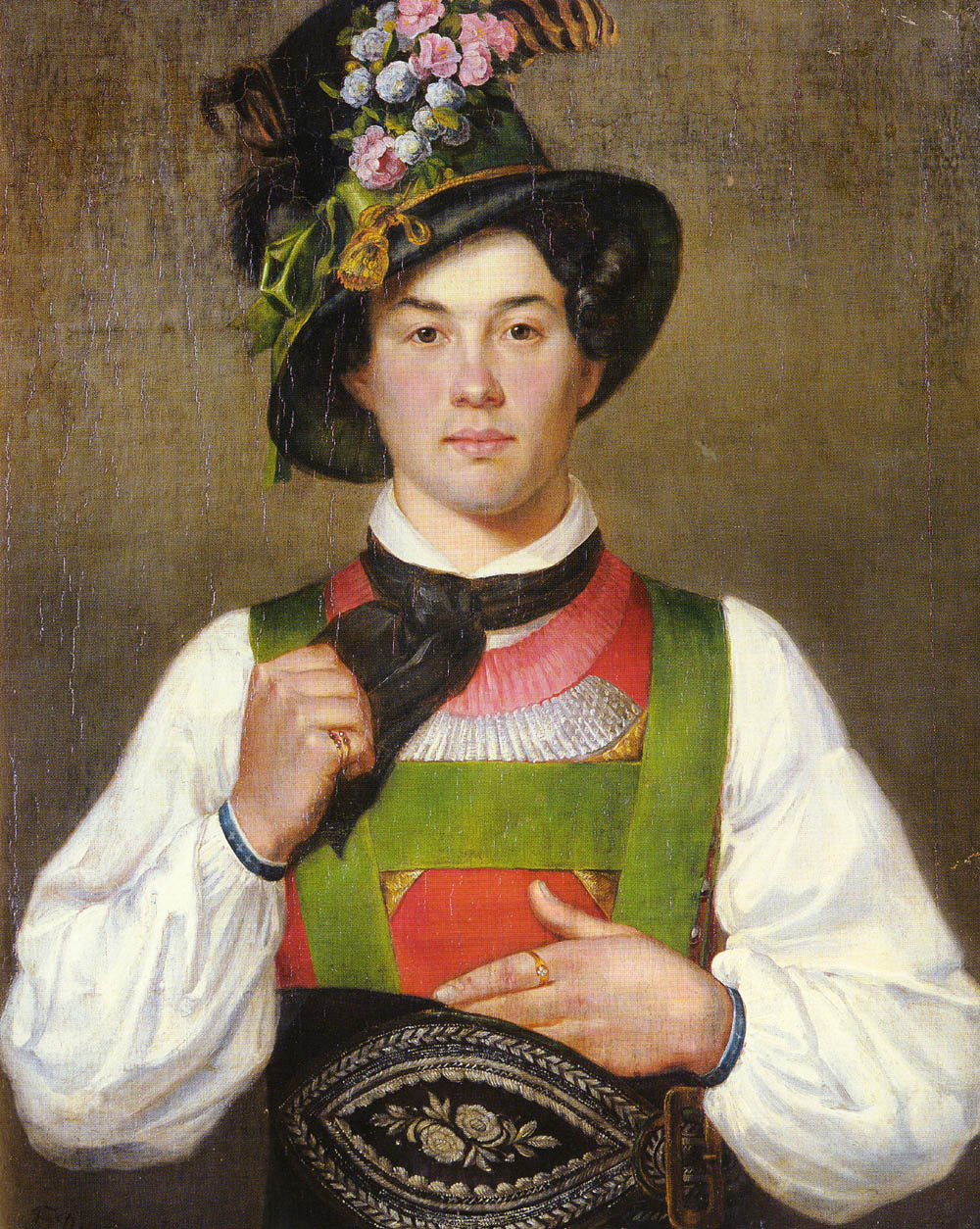
Jeune homme en costume tyrolien (1872), collection particulière
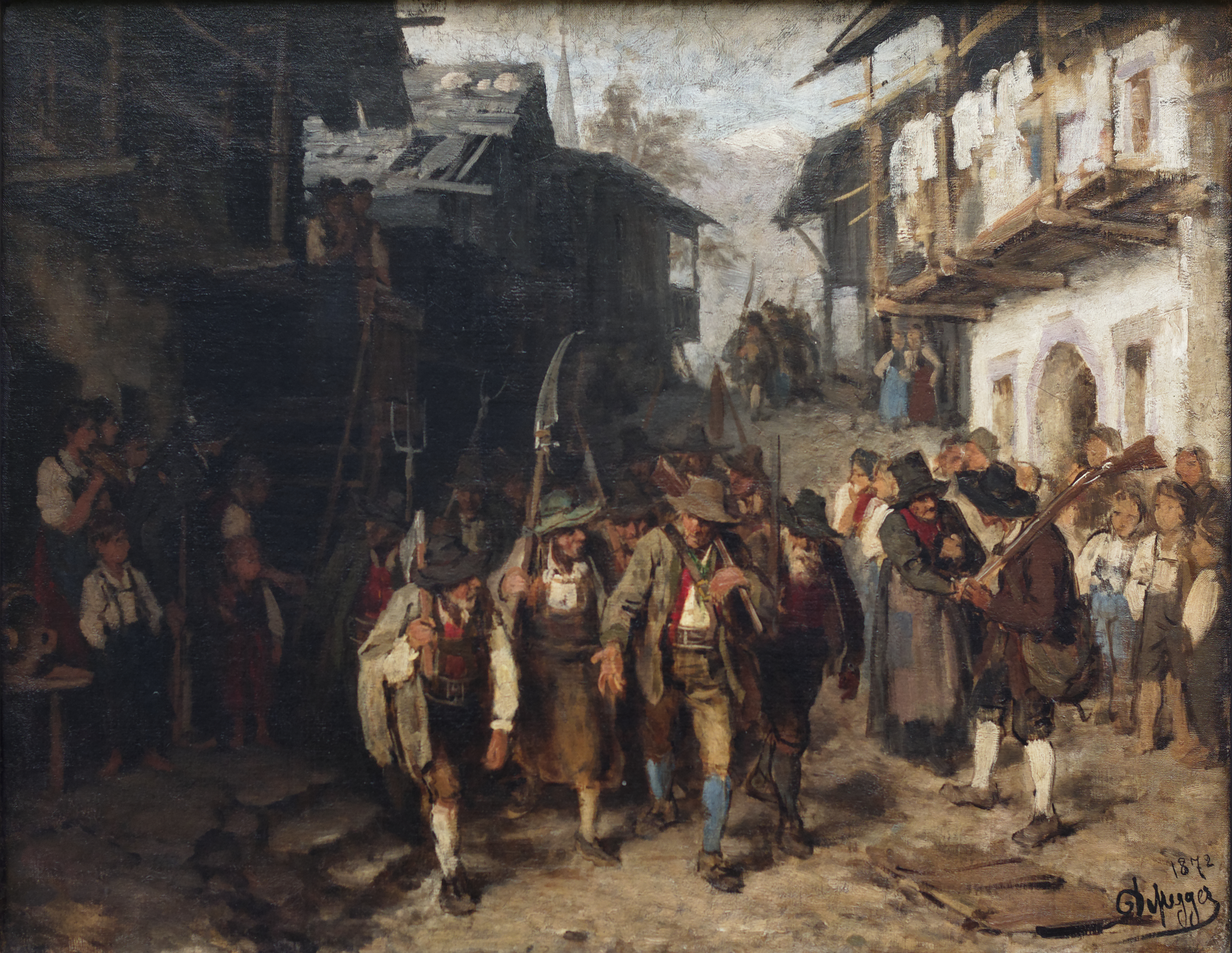
La Dernière levée (1872) Nouvelle Pinacothèque de Munich
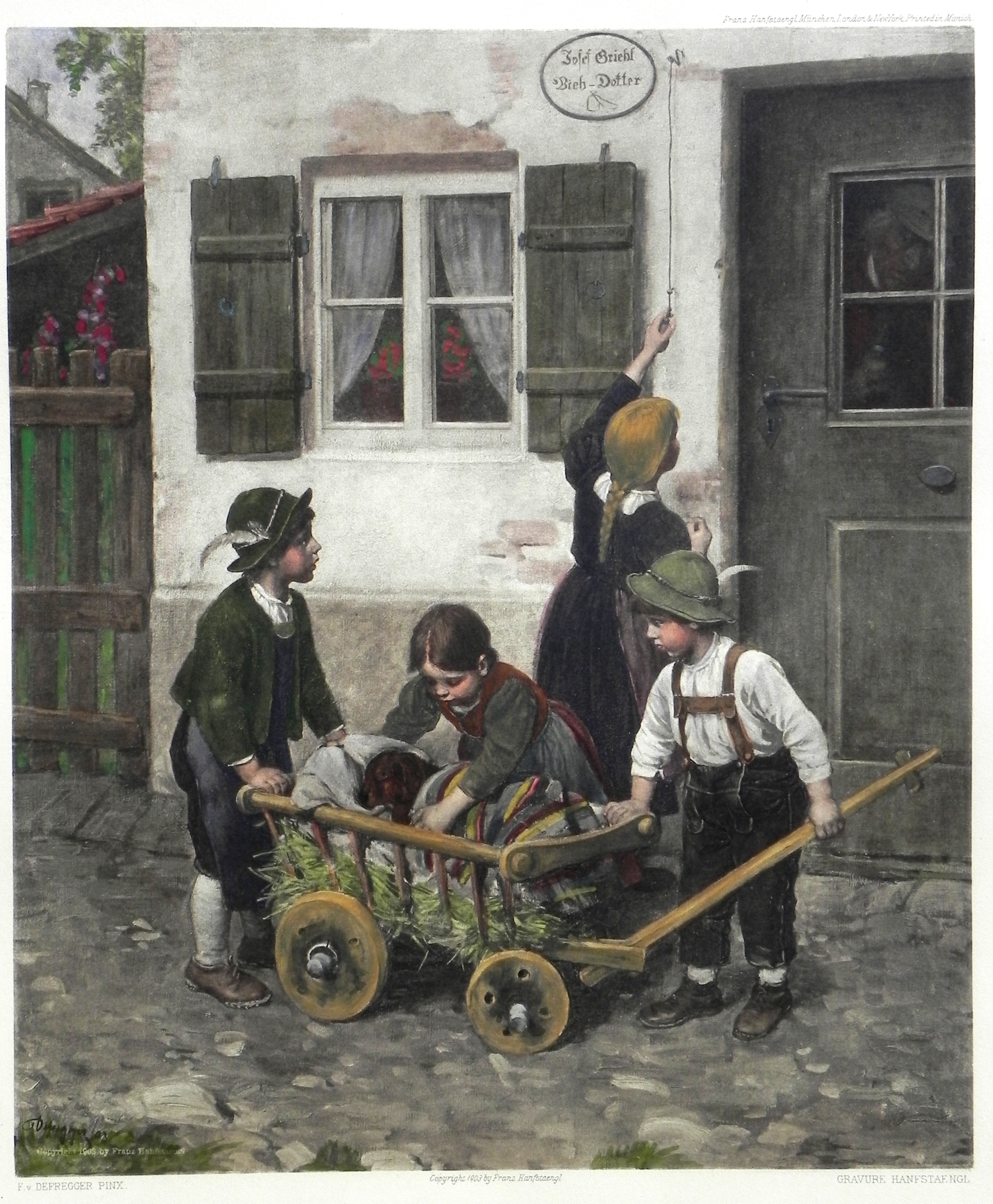
Le Teckel malade, gravure de Franz Hanfstaengl, d'après Defregger
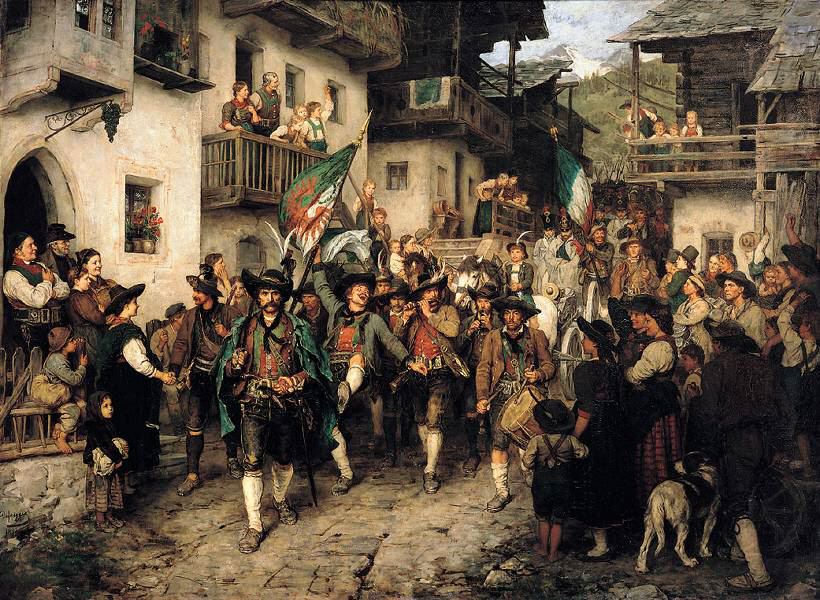
Le Retour des partisans tyroliens en 1809 (1879) Alte Nationalgalerie de Berlin
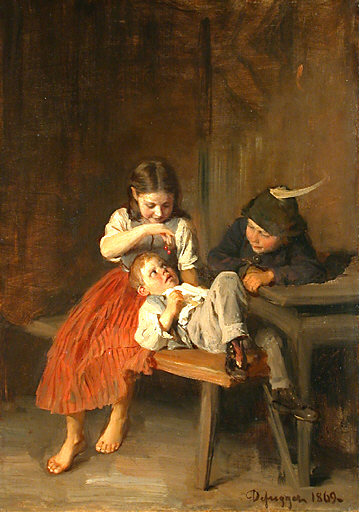
Enfants aux cerises (1869) collection privée
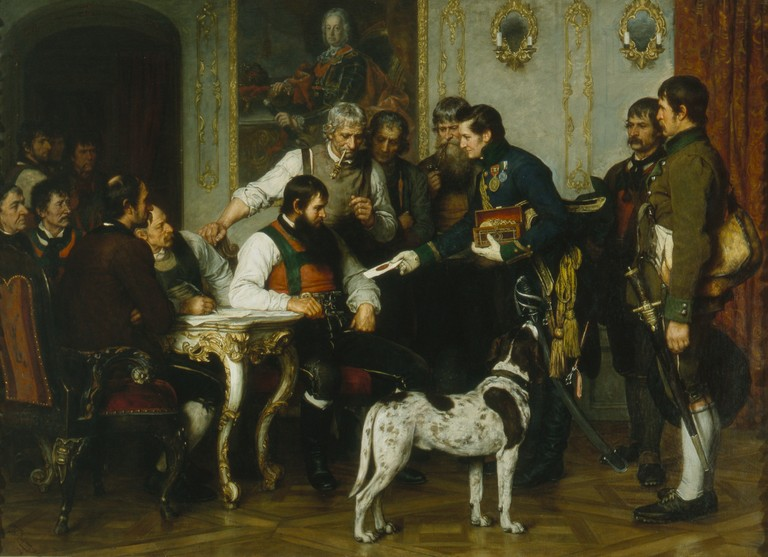
Andreas Hofer et son conseil à la Hofburg à Innsbruck (1879)
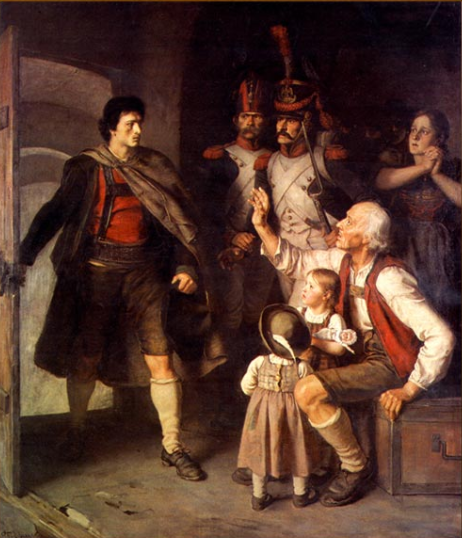
Peter Sigmair (1893) Tiroler Landesmuseum Ferdinandeum
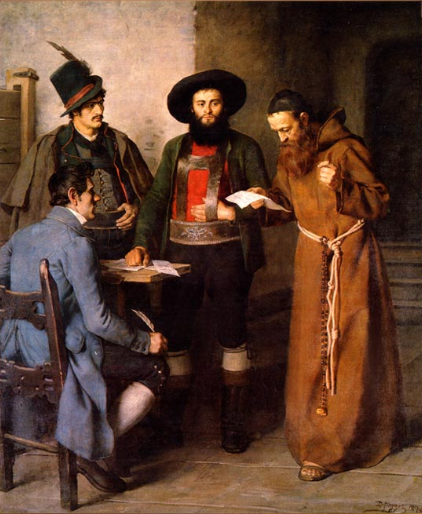
Héros tyroliens (1894) Tiroler Landesmuseum Ferdinandeum
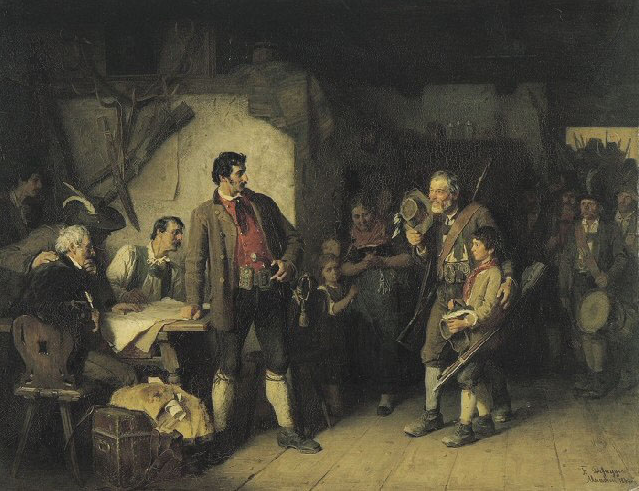
Speckbacher et son fils à l'auberge St. Johann (1896) Tiroler Landesmuseum Ferdinandeum
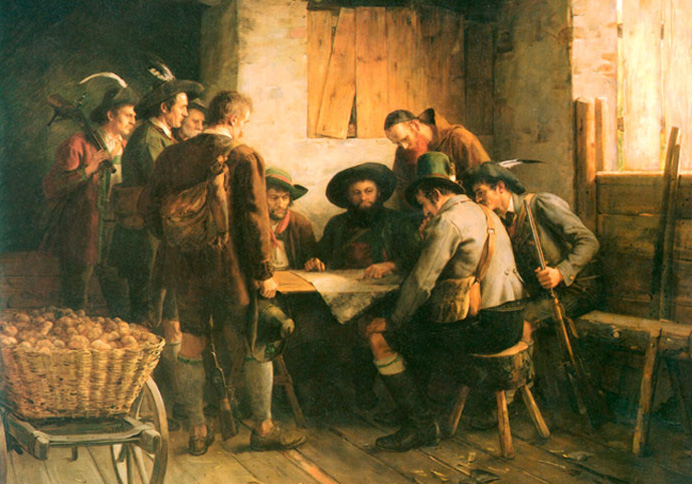
Conseil de guerre d'Andreas Hofer (1897)
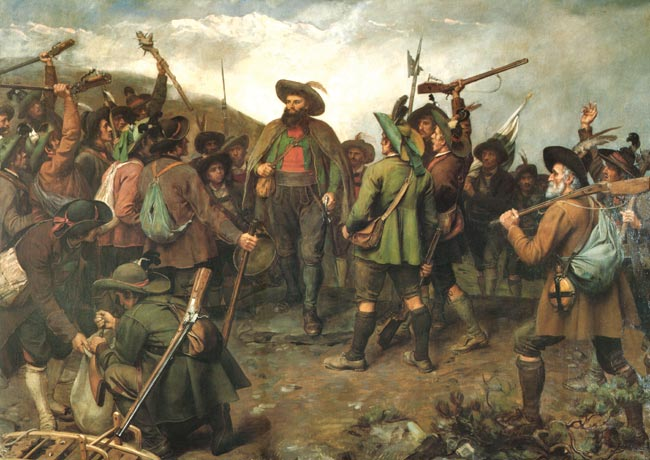
Veille de la bataille au Bergisel (1900) Tiroler Landesmuseum Ferdinandeum
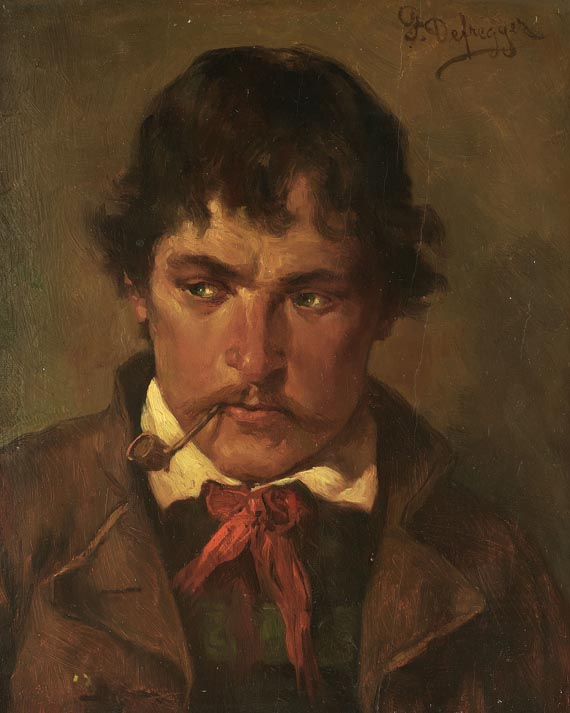
Portrait d'un fermier (1900)
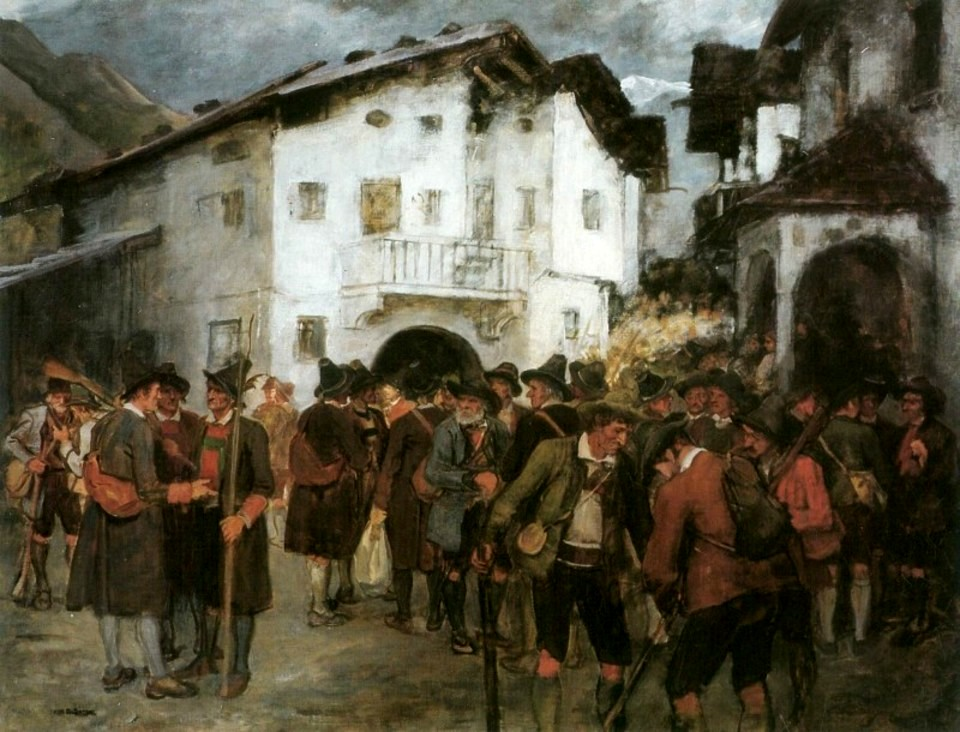
La Rébellion (1900)
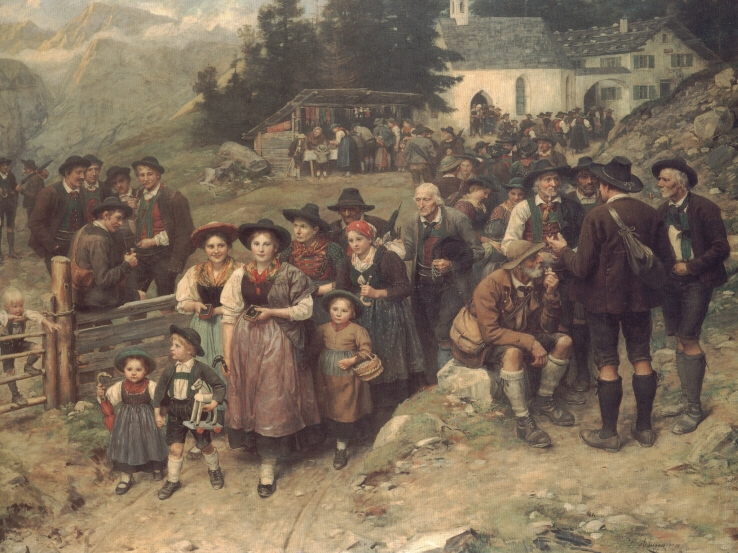
Pèlerins tyroliens (vers 1920)